# Бокиев, Расул Худойназарович
Расул Худойназарович Бокиев (тадж. Расул Худойназарович Боқиев; род. 29 сентября 1982, Ленинский район) — таджикский и российский дзюдоист, бронзовый призёр летних Олимпийских игр 2008 года в Пекине, бронзовый призёр чемпионата мира 2007 года в Рио-де-Жанейро, победитель Кубка мира 2007, 2010, 2011 и 2012 годов, чемпион России 2009 года. Заслуженный мастер спорта Республики Таджикистан. Один из 4 призёров Олимпийских игр в истории Таджикистана.

## Биография
Родился 29 сентября 1982 года в районе Рудаки (бывший Ленинский р-н) Республики Таджикистан в 20 км от города Душанбе в семье известного таджикского борца, заслуженного тренера  Таджикистана, мастера спорта СССР Худойназара Бокиева. Имеет двойное гражданство — России и Таджикистана. В настоящее время проживает в России.

## Интересные факты
Расул Бокиев, помимо знаменитого и титулованного отца, имеет четырёх братьев, которые также являются именитыми борцами в Таджикистане. В частности, приходится младшим братом Рустаму Бокиеву, победителю ряда крупных международных турниров по дзюдо.
Будучи небогатым, одним из первых внёс пожертвование в строительство Рогунской ГЭС — стратегически важного объекта для Таджикистана.
Получив российское гражданство в 2009 году выступил на чемпионате России, где стал чемпионом. Планировал выступить за Россию на Олимпиаде в Лондоне. Однако правительство Таджикистана уговорило его выступить за эту страну. На Олимпийских играх занял 7-е место.